# 堂徳将人
堂徳 将人（どうとく まさと、1956年- ）は、日本の教育者。教育学者。専門は、教育経営学。北海商科大学学長。北海道夕張市生まれ。
1978年北海学園大学経済学部卒業。北海道立の高等学校社会科教諭に奉職。1994年北海道立教育研究所教育経営研究部教育方法研究室長。1997年北海道教育委員会及び北海道教育庁指導主事・参事主査。2003年北海道立の高等学校教頭。その後、北海道立の高等学校校長を経て、2008年北海商科大学商学部准教授。2010年北海道高等学校教育経営研究会事務局長。2012年北海商科大学商学部教授。その後、入試・広報センター長、商学部長等を歴任。2017年総務省主権者教育アドバイザー。2022年北海道公民教育学会初代会長。2023年北海商科大学学長。2023年日本公民教育学会理事。2023年一般社団法人全国私立大学教職課程協会副会長・業務執行理事。

## 著書
- 『公民教育の新展開』学事出版 2011
- 『高校教育の未来』[編著者]学事出版2012
- 『高校生を主権者に育てるーシティズンシップ教育を核とした主権者教育ー』[[広田照幸監修・著][辻敏宏]]と共著者　学事出版2015年
- 『「社会に開かれた教育課程」を実現する高校―これからの社会を見通した学校経営と授業』辻敏裕と共編著　学事出版 2019
- 『テキストブック公民教育』共著者　第一法規出版2019
- 『高等学校ICT活用で実現する個別最適な学び・協働的な学び』学事出版	2023年